# 伊陟
伊陟（？—？），商朝賢臣，伊尹之子。太戊在位時，與巫咸同被任命為相國。

## 生平
身居高官，擔任商王太戊的宰相，史稱“帝太戊立伊陟為相”。一說伊尹废太甲篡位，後來太甲潜出桐宫杀伊尹，夺回王位。
一日太戊因為對都城亳長出妖樹「祥桑榖」（桑、榖二木合生為一）感到恐慌，就問伊陟怎麼回事。伊陟說：「我聽說妖是懼怕德政的，難道是因為您的德政有不足嗎？我勸您還是多修些德政吧。」太戊聽從了他的建言，修德政，使京中太平無譁。殷商於是復興，故太戊被尊為中宗。伊陟作《咸乂》（一作《咸艾》）四篇。